# Ушуаја
Ушуаја (шп. Ushuaia) главни је град аргентинске провинције Огњена Земља. Према процени из 2010. у граду је живело 59.956 становника.

## Историја
Први припадници беле расе су Огњену Земљу настанили током седамдесетих година 19. века, док су пре њих ту живели Индијанци. Познато је да је Томас Бриџиз маја 1871. био први белац који је дошао на ово острво, да би неколико месеци касније, септембра исте године, дошао и Ален Гардинер.
Године 1884. аргентинска морнарица под заповедништвом Аугуста Ласере, пристала је у Ушуају и 12. октобра исте године поставила је аргентинску заставу, па се овај датум слави као дан града. Ушуаја је 27. јуна 1885. постала главни град Огњене Земље. 

## Географија

### Клима
Клима Ушуаје је врло негостољубива. Припада субполарном океанском климату са кратким, хладним летима и дугим, влажним и умереним зимама. Кише су јаче, са око 528 mm годишње. Температура је стабилна током године, једва прелази 9°C лети и у просеку је око 1 или 0°C зими. Снег зна да пада и лети. Због оваквих хладних и понекад и снеговитих лета не долази до отапања глечера.
| Клима Ушуаје                             | Клима Ушуаје | Клима Ушуаје | Клима Ушуаје | Клима Ушуаје | Клима Ушуаје | Клима Ушуаје | Клима Ушуаје | Клима Ушуаје | Клима Ушуаје | Клима Ушуаје | Клима Ушуаје | Клима Ушуаје | Клима Ушуаје |
| Показатељ \ Месец                        | .Јан.        | .Феб.        | .Мар.        | .Апр.        | .Мај.        | .Јун.        | .Јул.        | .Авг.        | .Сеп.        | .Окт.        | .Нов.        | .Дец.        | .Год.        |
| ---------------------------------------- | ------------ | ------------ | ------------ | ------------ | ------------ | ------------ | ------------ | ------------ | ------------ | ------------ | ------------ | ------------ | ------------ |
| Средњи максимум, °C (°F)                 | 15,0 (59)    | 14,1 (57,4)  | 12,4 (54,3)  | 9,8 (49,6)   | 6,3 (43,3)   | 4,6 (40,3)   | 4,5 (40,1)   | 6,1 (43)     | 8,8 (47,8)   | 11,1 (52)    | 12,9 (55,2)  | 13,4 (56,1)  | 9,9 (49,8)   |
| Просек, °C (°F)                          | 10,4 (50,7)  | 9,8 (49,6)   | 8,7 (47,7)   | 6,5 (43,7)   | 3,2 (37,8)   | 1,8 (35,2)   | 1,3 (34,3)   | 2,7 (36,9)   | 4,1 (39,4)   | 6,5 (43,7)   | 8,4 (47,1)   | 9,5 (49,1)   | 6,2 (43,2)   |
| Средњи минимум, °C (°F)                  | 5,7 (42,3)   | 5,2 (41,4)   | 3,5 (38,3)   | 2,1 (35,8)   | 0,1 (32,2)   | −1,3 (29,7)  | −1,4 (29,5)  | −1,0 (30,2)  | 0,5 (32,9)   | 2,3 (36,1)   | 3,9 (39)     | 4,9 (40,8)   | 2,0 (35,6)   |
| Количина падавина, mm (in)               | 30,7 (12,09) | 33,2 (13,07) | 47,8 (18,82) | 49,7 (19,57) | 54,5 (21,46) | 54,7 (21,54) | 46,2 (18,19) | 60,7 (23,9)  | 39,5 (15,55) | 34,6 (13,62) | 35,4 (13,94) | 41,0 (16,14) | 528 (207,9)  |
| Извор: World Meteorological Organisation |              |              |              |              |              |              |              |              |              |              |              |              |              |

## Становништво
Према процени, у граду је 2010. живело 59.956 становника.
| 1991. | 2001.  | 2010.  |
| ----- | ------ | ------ |
| -     | 45.430 | 59.956 |

## Привреда
За локалну економију важно је рибарство, сточарство, као и експлоатација и прерада дрвета. Развијен је и туризам, а највећу знаменитост представља знак Fin del Mundo (крај света). Такође, може се обићи и оближњи национални парк.
Сматра се да је Ушуаја најјужнији град на свету.

## Градови побратими
- САД — Бароу
- Израел — Еилат
- Гренланд — Нук
- Чиле — Пунта Аренас
- Норвешка — Хамерфест

## Партнери
- Италија — Лацио